# Бурильний замок

Рис. 2. — Схема бурової установки для глибокого обертального буріння
1 — долото; 2 — вибійний двигун; 3 — бурильна труба; 4 — бурильний замок; 5 — бурова лебідка; 6 — силовий привід бурової лебідки і ротора; 7 — вертлюг; 8 — талевий канат; 9 — талевий блок; 10 — гак;
11 — гнучкий буровий шланг; 12 — ведуча труба; 13 — ротор; 14 — бурова вежа; 15 — жолобна система; 16 — маніфольд; 17 — буровий насос; 18 — силовий привод бурового насоса; 19 — приймальна ємність

Бурильний замок (рос. бурильный замок; англ. tool joint, tie rod; нім. Gestängeverbinder) — з'єднувальний елемент бурильних труб для згвинчування їх у колону. Б.з. складається із ніпеля і муфти, які закріплені на кінцях бурильної труби. Б.з. з'єднується з трубою конічною різзю або з допомогою зварювання, в останньому випадку деталі Б.з. прийнято називати з'єднувальними кінцями, які складаються з ніпеля і розтруба. Нагвинчувані Б.з. звичайно монтують з трубами гарячим способом (нагрівання деталей Б.з. до 400—450°С). Бурильні труби згвинчують між собою з допомогою замкової з'єднини, яка складається з конічної різьби з великим кроком і упорних поверхонь (торця муфти і виступу ніпеля), що забезпечує герметичність, а також швидкість його складання і розбирання. Для зменшення змінних напружень у нарізній з'єднині бурильного замка застосовують стабілізуючи пояски на трубі і розточки на замку.

## Загальний опис

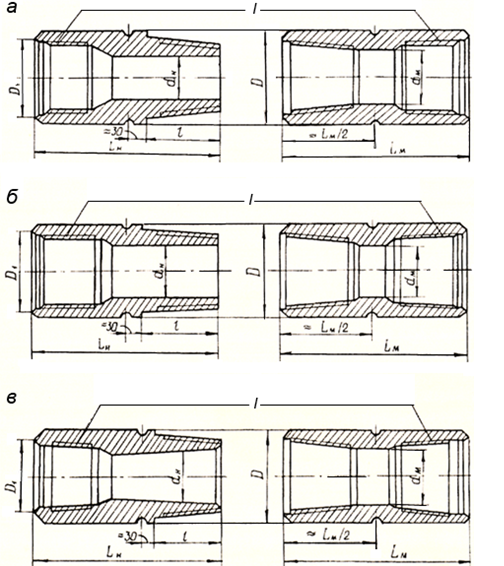
Рис. 1. Бурильні замки для бурильних труб з висаженими кінцями типів 1 і 2: а — типу ЗН; б — ЗШ; в — типу ЗУ; І — різьба для з'єднання з трубами

У процесі спуску і підйому бурильної колони застосовують комплект бурильних труб, що зветься свічкою. Свічка може мати довжину біля 25 м (із двох труб) при висоті вишки 41 — 45 мі довжину біля 37 м (з трьох труб) при висоті вишки 53 — 58 м. З'єднання труб у свічки і свічок одна з одною здійснюється з допомогою бурильних замків.
У бурильній колоні основними з'єднуючими елементами є бурильні замки, які випускають декількох типів:
1. ЗН — з діаметром прохідного отвору значно меншим, ніж діаметр прохідного отвору труб з висадженими всередину кінцями (рис. 1 а);
2. ЗШ — з діаметром прохідного отвору приблизно таким, як і діаметр прохідного отвору труб з висадженими всередину кінцями (рис. 1 б);
3. ЗУ — із збільшеним, порівняно із замками ЗШ, діаметром прохідного отвору для труб з висадженими назовні кінцями (рис. 1 в).
Замки ЗН і ЗШ використовують для з'єднання бурильних труб з висадженими всередину кінцями. Замки типу ЗН використовують при роторному способі буріння. Замки типу ЗУ застосовують при роторному способі та при бурінні з вибійними двигунами.
Для з'єднання бурильних труб з висадженими всередину кінцями і стабілізуючими поясками розроблені бурильні замки ЗШК, з висадженими назовні кінцями — бурильні замки ЗУК.
Кожен тип бурильних замків складається із ніпеля і муфти.
Ніпель і муфта бурильного замка з'єднуються між собою за допомогою великої замкової різьби (конічна різьба трикутного профілю), а приєднання їх до бурильних труб здійснюється за допомогою конічної дрібної трубної різьби трикутного або трапецієвидного профілю.
елика замкова різьба з великою конусністю дозволяє багаторазово згвинчувати і розгвинчувати свічки з незначною затратою часу.
Застосування бурильних замків прискорює спуско-підіймальні операції та запобігає передчасному зношуванню бурильних труб.
Для буріння з електробуром застосовують замки особливої конструкції, які відрізняються від замків типу ЗУ наявністю на ніпелі (з боку конуса) запобіжного стакана і деталей кріплення кабельних секцій у ніпелі і муфті (опори, болти, сухарі та ін.) та збільшеною довжиною муфти.
З'єднання бурильних труб з допомогою замків має такі вади:
1. для скручування двох труб застосовують не одно, а три різьбових з'єднання, що зменшує міцність колони, а наявність у трьох з'єднань лише одного упорного в замковій різьбі негативно впливає на герметичність колони;
2. при використанні бурильних замків типу ЗШ, і особливо типу ЗН, які мають зменшений внутрішній діаметр порівняно з внутрішнім діаметром бурильних труб типу 1, необхідна наявність потужніших бурових насосів, так як у процесі циркуляції промивальної рідини виникає значний перепад тиску в з'єднаннях. Зменшення діаметра прохідного отвору затруднює застосування колонкових доліт із зйомним керноприймачем та використання приладів, що спускаються в свердловину.